# Liste der Landkreise und kreisfreien Städte in Niedersachsen
Das Land Niedersachsen ist in insgesamt 37 Landkreise (einschließlich der Region Hannover) sowie 8 kreisfreie Städte untergliedert. Diese Liste der Landkreise und kreisfreien Städte in Niedersachsen gibt eine allgemeine Übersicht über diese samt deren wichtigsten Daten. Die derzeitige Verwaltungsgliederung des Landes kam durch die Kreisreform von  1970 bis 1980 zustande, bei der die bisherigen 60 Landkreise und 16 kreisfreien Städte neu gegliedert wurden. Einzigartig ist dabei, dass der Landkreis Hannover und die kreisfreie Stadt Hannover am 1. November 2001 zur Region Hannover zusammengeführt wurden. Die Landeshauptstadt Hannover behält innerhalb der Region ihren Status als kreisfreie Stadt, sofern gesetzlich nichts anderes geregelt ist. Die Region Hannover wird als Ganzes den Landkreisen gleichgestellt. Sie ist Mitglied des Niedersächsischen und des Deutschen Landkreistages.
Das Land Niedersachsen ist mit 47.709,75 Quadratkilometern flächenmäßig das zweitgrößte Bundesland der Bundesrepublik Deutschland. Nach Einwohnerzahlen steht es mit 8.008.135 Menschen an vierter Stelle. Die durchschnittliche Bevölkerungsdichte beträgt 168 Einwohner pro Quadratkilometer, wobei diese innerhalb der einzelnen Landkreise stark variieren kann. So beträgt die Bevölkerungsdichte in der Landeshauptstadt Hannover 2547 Einwohner pro Quadratkilometer, in der Region Hannover 496 Einwohner pro Quadratkilometer und im Landkreis Lüchow-Dannenberg nur 38 Einwohner pro Quadratkilometer. Bevölkerungsreichster Landkreis ist die Region Hannover mit 1.138.943 Einwohnern. Sie wäre dies auch ohne die Landeshauptstadt. Bevölkerungsärmster Landkreis ist der Landkreis Lüchow-Dannenberg mit 46.815 Einwohnern. Die größte kreisfreie Stadt ist Braunschweig mit 253.527 Einwohnern. Flächenmäßig größter Landkreis ist der Landkreis Emsland, der mit 2.883,64 Quadratkilometern der siebtgrößte Landkreis Deutschlands ist. Der kleinste Landkreis ist mit 536,50 Quadratkilometern der Landkreis Peine.
Die kreisfreien Städte und Landkreise sind seit 2005 keinen Regierungsbezirken zugeordnet.

## Aufbau
Die nachfolgende Liste ist folgendermaßen aufgebaut:
- Landkreis, kreisfreie Stadt: Name des Landkreises beziehungsweise der kreisfreien Stadt
- Kreisstadt: Name der Kreisstadt: Bei den kreisfreien Städten ist die Zelle leer.
- Wappen: offizielles Wappen des Landkreises beziehungsweise der kreisfreien Stadt
- Lage: Lagekarte der Landkreise beziehungsweise der kreisfreien Städte innerhalb des Landes Niedersachsen
- Kfz: Kraftfahrzeugkennzeichen der jeweiligen Gebietskörperschaft
- Ew: Einwohnerzahl der jeweiligen Gebietskörperschaft mit Stand vom 31. Dezember 2023[2]
- Fläche: Fläche der jeweiligen Gebietskörperschaft in Quadratkilometern (km²)[3]
- Ew/km²: Bevölkerungsdichte in Einwohnern je Quadratkilometer
- Bemerkungen: weitere Informationen bezüglich geografische Besonderheiten der jeweiligen Städte und Kreise, darunter etwa Berge, Flüsse und größere Seen
- Datei: ein typisches Bild aus der Region, mit der die jeweilige Gebietskörperschaft identifiziert wird

## Übersicht
| Landkreis/ kreisfreie Stadt         | Kreisstadt           | Wappen        | Lage          | Kfz               | Ew        | Fläche (in km²) | Ew/km² | Bemerkungen | Bild                                                               |
| ----------------------------------- | -------------------- | ------------- | ------------- | ----------------- | --------- | --------------- | ------ | --- | ------------------------------------------------------------------ |
| Ammerland                           | Westerstede          |               |               | WST               | 127.292   | 730,64          | 174    | See: Zwischenahner Meer (drittgrößter See Niedersachsens), Teil der Metropolregion Nordwest | Schloss Rastede                                                    |
| Aurich                              | Aurich               |               |               | AUR, NOR          | 188.960   | 1.287,35        | 147    | See: Großes Meer (viertgrößter See Niedersachsens), beherbergt den tiefsten Punkt Niedersachsens bei Freepsum (2,5 m unter NN), 1977 Neubildung aus den Landkreisen Aurich (Ostfriesland) und Norden | Pilsumer Leuchtturm                                                |
| Braunschweig (kreisfreie Stadt)     |                      |               |               | BS                | 253.527   | 192,70          | 1316   | 1974 Eingliederung von Teilen des aufgelösten Landkreises Braunschweig, seit 2005 Teil der Metropolregion Hannover-Braunschweig-Göttingen-Wolfsburg | Braunschweiger Löwe                                                |
| Celle                               | Celle                |               |               | CE                | 172.871   | 1.550,82        | 111    | Fluss: Aller, 1973 Eingliederung der Stadt Celle, seit 2005 Teil der Metropolregion Hannover-Braunschweig-Göttingen-Wolfsburg | Schloss Celle                                                      |
| Cloppenburg                         | Cloppenburg          |               |               | CLP               | 176.540   | 1.420,34        | 124    | Teil der Metropolregion Nordwest | Museumsdorf Cloppenburg                                            |
| Cuxhaven                            | Cuxhaven             |               |               | CUX               | 199.390   | 2.058,96        | 97     | Flüsse: Elbe, Weser, 1977 Neubildung aus der Stadt Cuxhaven und den Landkreisen Land Hadeln und Wesermünde, Teil der Metropolregion Hamburg und der Metropolregion Nordwest | Hapag-Hallen in Cuxhaven                                           |
| Delmenhorst (kreisfreie Stadt)      |                      |               |               | DEL               | 81.746    | 62,45           | 1309   | Grenzt an Bremen, Teil der Metropolregion Nordwest | Rathaus und Wasserturm in Delmenhorst                              |
| Diepholz                            | Diepholz             |               |               | DH, SY            | 220.743   | 1.991,00        | 111    | See: Dümmer (zweitgrößter See Niedersachsens), grenzt im Süden an Nordrhein-Westfalen und im Norden an Bremen, 1977 Neubildung aus dem Landkreis Grafschaft Diepholz und Teilen des Landkreises Grafschaft Hoya, Teil der Metropolregion Nordwest | Kreismuseum in Syke (Bauernhof aus dem Jahr 1747)                  |
| Emden (kreisfreie Stadt)            |                      |               |               | EMD               | 49.701    | 112,34          | 442    | Fluss: Ems, nach Einwohnerzahl die kleinste kreisfreie Stadt Niedersachsens | Rathaus und Ratsdelft mit Museums-Rettungskreuzer „Georg Breusing“ |
| Emsland                             | Meppen               |               |               | EL                | 334.203   | 2.883,64        | 116    | Fluss: Ems, der Fläche nach der siebtgrößte Kreis Deutschlands, grenzt an die Niederlande und Nordrhein-Westfalen, 1977 Neubildung aus den Landkreisen Aschendorf-Hümmling, Lingen und Meppen | Transrapid-Versuchsanlage Emsland                                  |
| Friesland                           | Jever                |               |               | FRI               | 100.461   | 609,54          | 165    | Der Einwohnerdichte nach fast genau im niedersächsischen Mittel (leicht darunter), Teil der Metropolregion Nordwest | Schloss zu Jever                                                   |
| Gifhorn                             | Gifhorn              |               |               | GF                | 175.876   | 1.567,59        | 112    | Fluss: Aller, grenzt an Sachsen-Anhalt, 1974 Eingliederung von Teilen des aufgelösten Landkreises Braunschweig, seit 2005 Teil der Metropolregion Hannover-Braunschweig-Göttingen-Wolfsburg | Mühlenmuseum Gifhorn                                               |
| Goslar                              | Goslar               |               |               | GS, BRL, CLZ      | 127.712   | 966,73          | 132    | Grenzt an Sachsen-Anhalt und Thüringen, beherbergt mit dem Wurmberg (971 m) den höchsten Punkt Niedersachsens, 1972 Eingliederung von Teilen der Landkreise Blankenburg und Zellerfeld und der Stadt Goslar, 1977 Eingliederung von Teilen des Landkreises Gandersheim | Kaiserpfalz in Goslar                                              |
| Göttingen                           | Göttingen            |               |               | GÖ, DUD, HMÜ, OHA | 328.657   | 1.755,39        | 187    | Flüsse: Weser, Werra, Fulda und Leine, beherbergt den Haferberg im Kaufunger Wald, den höchsten Berg Niedersachsens außerhalb des Harzes, grenzt an Hessen und Thüringen, 1964 Eingliederung der kreisfreien Stadt Göttingen in den Landkreis mit Sonderrechten für die Stadt, 1973 Fusion mit den Landkreisen Duderstadt und Münden zum neuen Landkreis Göttingen, seit 2005 Teil der Metropolregion Hannover-Braunschweig-Göttingen-Wolfsburg, 2016 Fusion mit dem Landkreis Osterode am Harz zum neuen Landkreis Göttingen | Altes Auditorium maximum der Georg-August-Universität Göttingen    |
| Grafschaft Bentheim                 | Nordhorn             |               |               | NOH               | 144.212   | 981,79          | 147    | Flüsse: Dinkel und Vechte, grenzt an die Niederlande und Nordrhein-Westfalen, 1974 Ausgliederung der Gemeinden Adorf, Neuringe und Wietmarschen, 1977 Eingliederung der neuen Gemeinde Wietmarschen | Burg Bentheim                                                      |
| Hameln-Pyrmont                      | Hameln               |               |               | HM                | 150.535   | 797,52          | 189    | Fluss: Weser, grenzt an Nordrhein-Westfalen, 1973 Eingliederung der Stadt Hameln, 1974 Eingliederung von Teilen des Landkreises Springe, seit 2005 Teil der Metropolregion Hannover-Braunschweig-Göttingen-Wolfsburg | Bürgerhus in Hameln (1560)                                         |
| Hannover (Region)                   | Hannover             |               |               | H                 | 1.138.943 | 2.297,13        | 496    | Fluss: Leine, See: Steinhuder Meer (größter See Niedersachsens), 1974 Eingliederung der Landkreise Burgdorf und Neustadt am Rübenberge und von Teilen des Landkreises Springe in den Landkreis Hannover, 2001 Bildung der Region aus Stadt und Landkreis Hannover, damit ein Kommunalverband besonderer Art, seit 2005 Teil der Metropolregion Hannover-Braunschweig-Göttingen-Wolfsburg | Insel Wilhelmstein im Steinhuder Meer                              |
| Harburg                             | Winsen (Luhe)        |               |               | WL                | 264.767   | 1.248,44        | 212    | Fluss: Elbe, grenzt an Hamburg und Schleswig-Holstein, Teil der Metropolregion Hamburg | Europas größter Rangierbahnhof in Maschen                          |
| Heidekreis                          | Bad Fallingbostel    |               |               | HK                | 141.627   | 1.881,47        | 75     | Fluss: Aller, 1977 Neubildung aus den Landkreisen Fallingbostel und Soltau als Landkreis Soltau-Fallingbostel, 2011 Namensänderung in Landkreis Heidekreis, Teil der Metropolregion Hamburg und der Metropolregion Hannover-Braunschweig-Göttingen-Wolfsburg | Heide am Wilseder Berg                                             |
| Helmstedt                           | Helmstedt            |               |               | HE                | 90.692    | 676,11          | 134    | Fluss: Aller, grenzt an Sachsen-Anhalt, 1974 Eingliederung von Teilen des aufgelösten Landkreises Braunschweig | Juleum in Helmstedt                                                |
| Hildesheim                          | Hildesheim           |               |               | HI, ALF           | 268.318   | 1.208,35        | 222    | Fluss: Leine, 1974 neugebildet aus der Stadt Hildesheim, dem Landkreis Hildesheim-Marienburg und Teilen des Landkreises Springe, 1977 Fusion mit dem Landkreis Alfeld (Leine) zum neuen Landkreis Hildesheim, seit 2005 Teil der Metropolregion Hannover-Braunschweig-Göttingen-Wolfsburg | Hildesheimer Dom                                                   |
| Holzminden                          | Holzminden           |               |               | HOL               | 66.088    | 694,27          | 95     | Fluss: Weser, grenzt an Nordrhein-Westfalen, seit 2005 Teil der Metropolregion Hannover-Braunschweig-Göttingen-Wolfsburg | Münchhausen-Brunnen in Bodenwerder                                 |
| Leer                                | Leer                 |               |               | LER               | 169.111   | 1.085,71        | 156    | Fluss: Ems, grenzt an die Niederlande | Blick über Leer mit Hafen                                          |
| Lüchow-Dannenberg                   | Lüchow (Wendland)    |               |               | DAN               | 46.815    | 1.227,35        | 38     | Fluss: Elbe, nach Einwohnern der kleinste Kreis Deutschlands, grenzt als einziger Niedersachsens an drei andere Bundesländer, Teil der Metropolregion Hamburg | Naturpark Elbtalaue                                                |
| Lüneburg                            | Lüneburg             |               |               | LG                | 179.403   | 1.327,81        | 135    | Fluss: Elbe, grenzt an Schleswig-Holstein und Mecklenburg-Vorpommern, 1974 Eingliederung der Stadt Lüneburg, 1993 Eingliederung des Amtes Neuhaus, zuvor Landkreis Hagenow (Mecklenburg-Vorpommern), Teil der Metropolregion Hamburg | Lüneburger Hafen und Ilmenau                                       |
| Nienburg/Weser                      | Nienburg             |               |               | NI                | 121.723   | 1.400,81        | 87     | Fluss: Weser, grenzt an Nordrhein-Westfalen, 1977 Eingliederung von Teilen des Landkreises Grafschaft Hoya, seit 2005 Teil der Metropolregion Hannover-Braunschweig-Göttingen-Wolfsburg | Weserbrücke in Hoya                                                |
| Northeim                            | Northeim             |               |               | NOM, EIN, GAN     | 126.310   | 1.268,76        | 100    | Flüsse: Weser, Leine, beherbergt die Große Blöße (528 m), die höchste Erhebung des Solling und damit des Weserberglands, grenzt an Hessen, 1974 Fusion mit dem Landkreis Einbeck zum neuen Landkreis Northeim, 1977 Eingliederung von Teilen des Landkreises Gandersheim, seit 2005 Teil der Metropolregion Hannover-Braunschweig-Göttingen-Wolfsburg | Einbecker Brauhaus                                                 |
| Oldenburg (Oldb) (kreisfreie Stadt) |                      |               |               | OL                | 176.242   | 103,09          | 1710   | Bis 1988 Sitz des Landkreises Oldenburg (seitdem Wildeshausen), Teil der Metropolregion Nordwest | Schloss Oldenburg                                                  |
| Oldenburg                           | Wildeshausen         |               |               | OL                | 131.965   | 1.064,84        | 124    | 1977 Eingliederung der Samtgemeinde Harpstedt, zuvor Landkreis Grafschaft Hoya, Teil der Metropolregion Nordwest | Klosterruine in Hude                                               |
| Osnabrück (kreisfreie Stadt)        |                      |               |               | OS                | 165.686   | 119,80          | 1383   | Grenzt an Nordrhein-Westfalen | Rathaus Osnabrück, Friedenssaal des Westfälischen Friedens 1648    |
| Osnabrück                           | Osnabrück            |               |               | OS, BSB, MEL, WTL | 356.194   | 2.121,79        | 168    | Beherbergt den Dörenberg (331 m), die höchste Erhebung im westlichen Niedersachsen (Weser-Ems), der Einwohnerdichte nach fast genau im niedersächsischen Mittel (leicht darüber), grenzt an Nordrhein-Westfalen, 1972 Fusion mit den Landkreisen Bersenbrück, Melle und Wittlage zum neuen Landkreis Osnabrück, Kreisstadt liegt nicht im Kreis, Teil der Metropolregion Nordwest | Hinweisschild auf die Varusschlacht                                |
| Osterholz                           | Osterholz-Scharmbeck |               |               | OHZ               | 113.784   | 652,67          | 174    | Fluss: Weser, grenzt an Bremen, Teil der Metropolregion Nordwest | Haus im Schluh in Worpswede                                        |
| Peine                               | Peine                |               |               | PE                | 136.983   | 536,50          | 255    | 1974 Eingliederung von Teilen des aufgelösten Landkreises Braunschweig, seit 2005 Teil der Metropolregion Hannover-Braunschweig-Göttingen-Wolfsburg | Denkmal für das Grubenunglück von Lengede 1963                     |
| Rotenburg (Wümme)                   | Rotenburg (Wümme)    |               |               | ROW, BRV          | 165.561   | 2.074,77        | 80     | 1969 Umbenennung, vorher Landkreis Rotenburg (Hannover), 1977 Fusion mit dem Landkreis Bremervörde zum neuen Landkreis Rotenburg (Wümme), Teil der Metropolregion Hamburg | „Hurricane“-Festival in Scheeßel                                   |
| Salzgitter (kreisfreie Stadt)       |                      |               |               | SZ                | 105.056   | 224,49          | 468    | Stadt seit 1942 (vier Jahre nach Gründung der Reichswerke Hermann Göring), damals noch unter dem Namen Watenstedt-Salzgitter, seit 1951 Salzgitter, 1974 Eingliederung der Gemeinden Üfingen und Sauingen aus dem Landkreis Wolfenbüttel, seit 2005 Teil der Metropolregion Hannover-Braunschweig-Göttingen-Wolfsburg | Stahlwerk der Salzgitter AG                                        |
| Schaumburg                          | Stadthagen           |               |               | SHG, RI           | 157.051   | 675,68          | 232    | Fluss: Weser, grenzt an Nordrhein-Westfalen, 1977 Neubildung aus den Landkreisen Grafschaft Schaumburg und Schaumburg-Lippe, seit 2005 Teil der Metropolregion Hannover-Braunschweig-Göttingen-Wolfsburg | Amtspforte von 1553 in Stadthagen                                  |
| Stade                               | Stade                |               |               | STD               | 207.659   | 1.267,40        | 164    | Fluss: Elbe, grenzt an Schleswig-Holstein (jenseits der Elbe) und Hamburg, Teil der Metropolregion Hamburg | Alter Stader Hafen                                                 |
| Uelzen                              | Uelzen               |               |               | UE                | 91.832    | 1.462,58        | 63     | Grenzt an Sachsen-Anhalt, Teil der Metropolregion Hamburg | Hundertwasserbahnhof Uelzen                                        |
| Vechta                              | Vechta               |               |               | VEC               | 146.400   | 814,22          | 180    | Teil der Metropolregion Nordwest | Die Raststätte Dammer Berge an der A1 überspannt die Autobahn      |
| Verden                              | Verden               |               |               | VER               | 138.273   | 789,34          | 175    | Flüsse: Weser, Aller, grenzt an Bremen, 1972 Eingliederung der Exklaven Thedinghausen und Emtinghausen des Landkreises Braunschweig in den Landkreis Verden, Teil der Metropolregion Nordwest | Dom zu Verden                                                      |
| Wesermarsch                         | Brake (Unterweser)   |               |               | BRA               | 89.316    | 824,76          | 108    | Fluss: Weser, grenzt an Bremen, Teil der Metropolregion Nordwest | Werft Abeking & Rasmussen in Lemwerder                             |
| Wilhelmshaven (kreisfreie Stadt)    |                      |               |               | WHV               | 76.010    | 107,07          | 710    | Teil der Metropolregion Nordwest | Marinemuseum, links der Zerstörer „Mölders“                        |
| Wittmund                            | Wittmund             |               |               | WTM               | 56.013    | 656,84          | 85     | Nach Einwohnerzahl der drittkleinste Landkreis Deutschlands | Dünenlandschaft auf Langeoog                                       |
| Wolfenbüttel                        | Wolfenbüttel         |               |               | WF                | 118.540   | 724,29          | 164    | Hat als einziger Landkreis Niedersachsens eine Exklave: die Samtgemeinde Baddeckenstedt, 1974 Eingliederung von Teilen des aufgelösten Landkreises Braunschweig | Wolfenbütteler Schloss                                             |
| Wolfsburg (kreisfreie Stadt)        |                      |               |               | WOB               | 129.347   | 204,61          | 632    | Fluss: Aller, 1951 (13 Jahre nach Gründung der Stadt) als kreisfreie Stadt aus dem Landkreis Gifhorn ausgegliedert, 1972 Vergrößerung durch die Stadt Fallersleben und mehrerer Gemeinden des Landkreises Gifhorn sowie der Stadt Vorsfelde und mehrerer Gemeinden des Landkreises Helmstedt, seit 2005 Teil der Metropolregion Hannover-Braunschweig-Göttingen-Wolfsburg | Kraftwerk des Volkswagenwerks Wolfsburg                            |
| Niedersachsen                       | Niedersachsen        | Niedersachsen | Niedersachsen | Niedersachsen     | 8.008.135 | 47.709,75       | 168    | |                                                                    |